# Franco Manzoni
Franco Manzoni (Milano, 3 maggio 1957) è un poeta italiano.

## Biografia
Figlio di Giorgio e Chiara Lolli, nato in via della Moscova a Milano come i suoi avi da quattro generazioni. La famiglia paterna ha origine dal ‘600 nel paese di Barzio in Valsassina.
Si è laureato in Lettere classiche all'Università degli Studi di Milano con tesi in Storia greca dal titolo Le motivazioni dei decreti onorari ateniesi nella prima metà del III sec a.C., relatrice prof.ssa Ida Calabi Limentani, correlatore prof. Dario Del Corno.
Dal 1984 fondatore e direttore responsabile della rivista di poesia e cultura Schema, Franco Manzoni è una firma da quarant'anni del Corriere della Sera in cronaca e in cultura. In passato eletto nel comitato direttivo dell’Aicc (l’Associazione italiana di cultura classica), consigliere d’amministrazione del Circolo Filologico Milanese,  vicepresidente dell'Associazione Mozart Italia - Milano, attualmente è membro effettivo del Pen Club.
Traduttore dal greco e dal latino, epigrafista, critico letterario, drammaturgo, docente di grammatica e letteratura dialettale milanese, è stato autore di programmi Rai, consulente della Triennale di Milano e della Società Umanitaria.
Tra i riconoscimenti, ha ricevuto l'Ambrogino dal Comune di Milano e il premio La mia vita per Milano 2012, assegnato dall’associazione culturale Biblioteca della Famiglia Meneghina – Società del Giardino a personalità che hanno speso con grande passione la propria esistenza per Milano.
Ha curato numerose antologie della poesia italiana contemporanea, la prefazione ai Frammenti inediti di Diodoro di Sinope (Le Cinque Vie, Bergamo, 1984, con disegni di Gianni Maura) e il volume Dei sepolcri di Ugo Foscolo (Le Cinque Vie, Bergamo, 1985, con un'acquaforte di Marco Carnà).
Ha tradotto e commentato il De bello gallico di Giulio Cesare (Mursia, Milano, 1989), Lirici greci (Schema Poesia, Milano, 1989) e la commedia Nuvole di Aristofane (Aragno, Torino, 2007). Questa nuova traduzione in versi del testo teatrale è andata in scena allo Spazio Teatro No’hma di Milano (prima rappresentazione 21 marzo 2007, compagnia diretta da Teresa Pomodoro).
Ha pubblicato il volume Voci dal coro (prefazione di Armando Torno, Viennepierre edizioni, Milano, 2004), una raccolta degli articoli usciti fino al 2003 nella rubrica Addii, che tiene sul Corriere della Sera nelle pagine della cronaca milanese. Nel 2013 è uscito Vite milanesi, edito da Meravigli – Premiata Libreria Milanese, contenente una selezione degli Addii usciti tra il 2004 a il 2013 (introduzione di Franco Tettamanti, postfazione di Roberto Marelli). Nel 2025, per I Quaderni del Bardo Edizioni, Franco Manzoni ha pubblicato Soglie. Recensioni formato francobollo (prefazione di Roberto Pazzi, postfazione di Antonio Carlo Ponti; in copertina, l'opera visiva NYC di Carlo Bertè), che raccoglie oltre un decennio di contributi dell'omonima rubrica da lui curata su La Lettura del Corriere della Sera dal 2012.
Ha effettuato letture pubbliche e performance in Italia e all’estero. Nel 2000, anno del giubileo, è stato invitato a leggere sull'altare della Cattedrale di Prato assieme a Mario Luzi.
I due manifesti di azione poetica Quell'acqua che ci bagna tutti (sull'inconscio collettivo e il ruolo del poeta) e Dove inizia un altro tempo (contro il sottobosco editoriale e la mafia letteraria) sono stati ideati e scritti da Franco Manzoni con Giorgio Longo, Filippo Ravizza e Alberto Schieppati. Il manifesto In difesa della lingua italiana, elaborato da Franco Manzoni con il poeta Filippo Ravizza, è stato lanciato nel 1995 allo scopo di salvaguardare la possibilità di creare neologismi attingendo ancora ai nostri dialetti, in modo da opporre resistenza alla crescente invasione dell'anglosassone.
Come paroliere, su musiche di Oscar Prudente ha scritto testi per Christian, Loretta Goggi, Formula 3, Viola Valentino e recentemente nel 2021 per lo stesso Prudente nell'"ellepì" dal titolo Questo nostro amô in lingua genovese; su musiche di Gaetano Liguori ha composto alcune canzoni per le fiabe I tre porcellini e Cappuccetto Rosso (Dami Editore & Gruppo 80, Milano, 1994) ed ha firmato il libretto dell'opera lirica Viva Verdi su musiche di Adriano Bassi.
È anche autore di pièce teatrali, tra cui Voci dal Montestella (parte prima), che debuttò il 14 gennaio 2006 al Teatro della Memoria di Milano (interpreti Aleardo Caliari e Chicca Minini) e Voci dal Montestella (parte seconda), prima rappresentazione 13 aprile 2007, sempre al Teatro della Memoria di Milano (interpreti Aleardo Caliari ed Anna Priori). In entrambe le occasioni ha curato la regia.
In ambito narrativo Franco Manzoni ha scritto a quattro mani con Marilisa Dulbecco il volume A Piero Chiara. Omaggio in forma di racconti (prefazione di Raul Montanari, edizioni Tararà, Verbania, 2009).

## La poetica

### L’assenza come punto d’abbrivio
Per primo Roberto Mussapi ha sottolineato come nella poesia di Manzoni sia il tema dell’assenza «la prima scaturigine: l’opera nasce da qualcuno o qualcosa che non c’è più, che è scomparso o finito. […] La poesia è la risposta al silenzio, dove un tempo parlavano voci; scrivere significa occupare uno spazio vuoto, dove prima viveva un corpo.»
Carlo Alessandro Landini aggiunge al concetto di assenza-silenzio «due ulteriori e necessitanti connotazioni: il desiderio e il movimento. Si è portati ad associare all’assenza […] la stasi assoluta, il rigurgito della morte, di ciò che è freddo e senza vita. La poesia di Franco Manzoni è, tutto all’opposto, calda come il ferro arroventato». Per esprimere questa natura dialettica Giuseppe Manitta parla di una «manifestazione dell’ossimoro, della consustanzialità di gioia e dolore». Essa si rivela in maniera struggente nella raccolta Faccina (1991) dedicata alla piccola Beatrice, la figlia del poeta scomparsa prematuramente, dove Bianca Garavelli individua «i temi della perdita degli affetti umani, dell'incomprensibile ripetersi di nascita e morte, ma soprattutto il dolore puro del distacco, dell'obbligo amaro dell'abbandono».  Il senso intimo e profondo di questa pratica della letteratura è ottimamente individuato da Vincenzo Guarracino nel «tentativo di ancorare stabilmente, attraverso l’interpellanza poetica, la presenza-assenza di un’immagine».
Così Guido Oldani, a proposito della compresenza di dolore e speranza in Figlio del padre (1999): «Fanno capolino il respiro forte degli avi, lo sbocciare delle generazioni e l’oscillare dei destini, un increspare di fragore di guerra di cui c’è memoria e un intenerire nonostante tutto e tutti.»

### Una laica sacralità dell’esistere
Secondo Filippo Ravizza «la poesia di Franco Manzoni è un viaggio, una riflessione profonda sulla natura dell’esistenza; un cammino in cui compare spesso la tragedia» e, sulla stessa linea, Alessandro Moscè ha sottolineato come nella lettura «rimane un corpo a corpo tra cose e parola, un avvicinamento alla vita», il senso di «un tempo sospeso e mai ultimativo». Anche Curzia Ferrari insiste sull’intensità drammatica di queste «indagini sull’anima e sul corpo, spaccate a filo con veridicità tale da scandalizzarci o da indurci al pianto.» Per Donatella Bisutti ne emerge «una vicenda esistenziale vissuta nello spasimo, ma anche un’aspirazione mai placata verso un possibile riscatto, in una dimensione di infinito».
Sono considerazioni che permettono di inquadrare l’effetto definitivo di cui si illuminano le pagine di Manzoni, quel senso del sacro distribuito a tutti gli oggetti e le presenze della sua poesia, sempre animata da una sorta di «laica ed ebbra inquietudine». «Poesia come superamento dell’angoscia» nota Emilio Zucchi, «e come glorificazione di tutto ciò che esiste e viene sentito e rappresentato nella propria concretezza materica in una vitalistica evidenza di colori, suoni, luci, gesti di quotidiana e meravigliosa semplicità». «Come se la realtà indagata tutta, vivente e inanimata», continua sulla stessa linea Gianluca Costanzo Zammataro, «fosse legata insieme da un sottile filo panteistico che la poesia rintraccia mentre raccoglie le quote parziali di un senso generale mai del tutto disvelato».
Lo strumento attraverso cui tutto ciò viene divulgato consiste in «uno stile capace di elaborare nel proprio registro molteplici influenze: dai classici greci al lirismo novecentesco, dagli echi pascoliani alle accentuazioni dannunziane su su fino alle diverse interpretazioni ritmiche della scrittura in versi, capaci di privilegiare le sonorità della parola, attraverso gli studi sul ritmo.» A proposito dei ritmi, riferendosi nello specifico alla raccolta Padania, anche Roberto Sanesi ha sospettato «una lontana matrice pascoliana (ma dalle Myricae, e più che altro, forse, per convivenza con la poesia latina)». Concorre e caratterizza la musicale modulazione del verso, accanto alla strutturazione di un cospicuo tessuto di figure foniche, la disposizione accorta degli enjambement e l’assenza dei segni d’interpunzione, «quasi a suggerire l’adesione dell’autore al flusso miracoloso dell’essere, alla fraternità delle cose con le parole».

## Opere

### Poesia
- imperatore! (Le Cinque Vie, Bergamo, 1987, con disegni di Gianni Maura)
- Esausto Amore (postfazione di Roberto Mussapi, Crocetti, Milano, 1987)
- Totò (presentazione di Alberico Sala, Fonèma, Spinea (VE), 1989)
- Stanze d'argilla (testo critico di Gilberto Finzi, Prova d'autore, Catania, 1989)
- Padania (prefazione di Roberto Sanesi, Centro d'arte Edizioni, Milano, 1990, con disegni di Alvaro Cattaneo)
- Verso la seta (nota critica di Matteo Collura, Fonèma, Spinea (VE), 1991, con disegni di Filippo Alto)
- Faccina (prefazione di Vincenzo Guarracino, Book Editore, Bologna, 1991)
- Lettere dal fronte (Schema, Milano, 1993)
- Figlio del padre (postfazione di Guido Oldani, Book Editore, Bologna, 1999) ISBN 88-7232-321-5.
- Angelo di sangue (Edizioni Pulcinoelefante, Osnago (LC), 1999, con un disegno di Alberto Casiraghy)
- La Marisa (Gli Specchi edizioni, Milano, 1999, con un'incisione di Giovanni Dradi)
- En sombre de grito, antologia con testo a fronte italiano-spagnolo (a cura di Emilio Coco, Devenir Editore, Madrid, 2001) ISBN 84-86419-65-4.
- Casa di passaggio (Signum edizioni d'arte, Milano, 2001, con disegni di Giancarlo Marchese)
- in fervida assenza - Trent'anni di poesia (Raccolto edizioni, Robecchetto con Induno (MI), 2010, con disegni e copertina di Daniele Oppi) ISBN 978-88-87724-51-6.
- Nel segno l'Eros (Upiglio editore, Milano, 2012, con 60 incisioni di Gianni Brusamolino), presente nel volume con diverse liriche
- Angelo di sangue - Înger de sânge, antologia con testo a fronte italiano-romeno (a cura di Eliza Macadan, prefazione di Carlo Alessandro Landini, Eikon edizioni, Bucarest, 2018) ISBN 978-606-711-819-3.
- Duetto, con Curzia Ferrari (Edizioni Pulcinoelefante, Osnago (LC), 2020)

### Prosa e saggi
- Voci dal coro, prefazione di Armando Torno, Viennepierre Edizioni, Milano, 2004, ISBN 88-7601-005-X.
- A Piero Chiara. Omaggio in forma di racconti, con Marilisa Dulbecco, prefazione di Raul Montanari, edizioni Tararà, Verbania, 2009, ISBN 88-86593-83-X.
- Vite milanesi, Meravigli, Milano, 2013, ISBN 978-88-7955-293-6.
- Femminea Estasi – Sulla poetica di Gabriella Cinti, Algra Editore, Catania, 2018 ISBN 978-88-9341-246-9.
- Soglie. Recensioni formato francobollo, prefazione di Roberto Pazzi, postfazione di Antonio Carlo Ponti, I Quaderni del Bardo Edizioni, Lecce, 2025, ISBN 979-8285148043.

### Traduzioni
- La guerra gallica - De bello gallico di Caio Giulio Cesare (Mursia, Milano, 1989) ISBN 88-425-0232-4.
- Lirici greci (Schema Poesia, Milano, 1989)
- Nuvole di Aristofane (Aragno, Torino, 2007) ISBN 88-8419-299-4.

### Testi per musica
- Temporale, per Loretta Goggi (Manzoni - Prudente, Fonit Cetra, 1991)
- Come un'onda del mare, per Formula 3 (Manzoni - Prudente, Durium, 1992)
- Gioco d'amore, per Formula 3 (Manzoni - Prudente, Durium, 1992)
- Stupida felicità, per Christian (Manzoni - Prudente, Sony Music 1995)
- Probabilmente niente, per Viola Valentino (Manzoni - Poggiolini - Prudente, Nar edizioni 1995)
- Nell'LP Quésto nòstro amô di Oscar Prudente (Devega Music Publishing, 2021):
  - Ódisêa
  - Quésto Nòstro Amô
  - Granfignâ De Vénto
  - Donna do Mâ
- E l'era on sogn, per Beppe Uboldi (Manzoni - Ferracin, Fonola 1994)
- Cappuccetto Rosso (Liguori - Manzoni, Curcio - Dami Editore & Gruppo 80, Milano, 1994) ISBN 88-09-60310-9.
- I tre porcellini (Liguori - Manzoni, Curcio - Dami Editore & Gruppo 80, Milano, 1994) ISBN 88-09-60311-7.
- Viva Verdi, opera lirica (Bassi - Manzoni, Bongiovanni edizioni, 2003)